# برج تلویزیونی ایروان

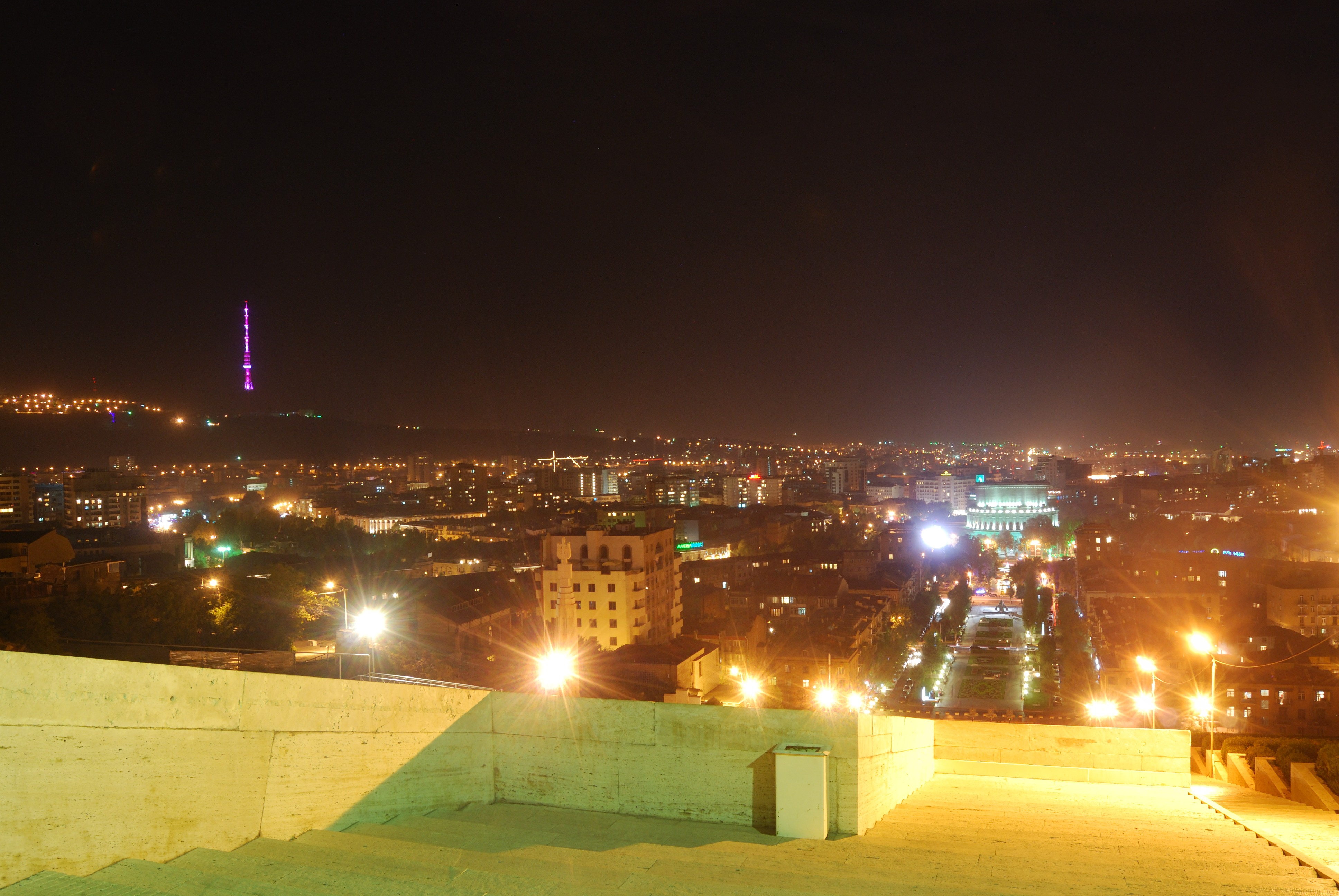
برج تلویزیونی ایروان در شب

برج تلویزیونی ایروان (ارمنی: Երևանի հեռուստաաշտարակ انگلیسی: Yerevan TV Tower) یک برج شبکه‌ای به بلندی ۳۱۱٫۷-متر (۱٬۰۲۳-فوت) در ناحیه نورک ماراش در نزدیکی مرکز خرید شهر ایروان پایتخت ارمنستان است. این برج در بین سال‌های ۱۹۷۴ تا ۱۹۷۷ بنا شده و جایگزین برج قدیمی به بلندی ۱۸۰-متر (۵۹۰-فوت) شده‌است. این برج هم‌اکنون بلندترین نقطه در شهر ایروان است و یکی از بلندترین برج‌های جهان محسوب می‌شود.

## مرور اجمالی
با نصب این برج در سال ۱۹۷۷ میلادی امکان دریافت طیف گستردهٔ برنامه‌ها از برج اوستانکینو و همچنین از سایر جمهوری‌های اتحاد شوروی میسر شد. طول میانگین روزانه پخش برنامه‌ها توسط تلویزیون ارمنستان به دوازده ساعت رسید که دو ساعت و نیم آن رنگی، شامل چهار ساعت و سی و پنج دقیقه آن برنامه‌نویسی محلی بود. نود شش درصد جمعیت ایروان نخستین برنامه را مشاهده نموند. در سال ۱۹۷۸ میلادی همچنین دریافت چهار شبکه از تلویزیونی مرکزی در ارمنستان ممکن شد.
شاخص‌های درصد در سال ۱۹۷۸ به قرار زیر بودند:
- خبر، ۲۵
- موسیقی، ۲۳
- آموزشی، ۱۳
- کودکان، ۱۰
- اجتماعی-سیاسی، ۹
- نظامی، ۶
- جوانان، ۴٫۵
- ورزشی، ۴
- تبلیغات و اعلانات، ۴
- درام، ۳٫۵

تا سال ۱۹۷۸ میلادی، به پانصد دستگاه تلویزیون رسید که یکصد دستگاه آن‌ها رنگی بودند. جمهوری سوسیالیستی ارمنستان شوروی مقام دوم محبوب‌ترین تلویزیون را در اتحاد شوروی داشت. طول روزانه برنامه‌ها ی تلویزیونی به ۱۹ ساعت رسید. حدود پنجاه درصد برنامه‌ها رنگی و هفتاد درصد نیز در حال ضبط شدن بودند. ارمنستان در میان جمهوری‌های اتحاد شوروی بر پایه درصد مخاطبان تلویزیونی و حجم برنامه رتبه نخست را کسب نمود.
برج قدیمی به لنیناکان (گیومری فعلی) منتقل شد، جایی که هم‌اکنون نیز در حال کار کردن است.